# Кулька Тетяна Іванівна
Тетяна Іванівна Кулька (15 березня, Башуки Кременецького району Тернопільської області) — заслужена артистка естрадного мистецтва України, керівник Бродівської вокальної студії «Первоцвіт», голова Бродівського відділення ТС АДЕМУ.

## Освіта
У 1989 році вступила та у 1993 році закінчила Луцьке державне музично-педагогічне училище. Цього ж року Тетяна Кулька стала студенткою вокального факультету Львівської національної музичної академії імені Миколи Лисенка, яку успішно закінчила у 1999 році. Навчалась мистецтву співу у народної артистки України, професора, солістки Львівського театру опери та балету Володимири Чайки.

## Творчість
В 2002 році Тетяна Кулька заснувала Бродівську вокальну студію «Первоцвіт» — дитячий центр культури міста та району, учні якої стали активними учасниками теле- та радіопередач, лауреатами Всеукраїнських та Міжнародних конкурсів. Восени 2012 року студія «Первоцвіт» відсвяткувала своє десятиріччя. Участь у святковій концертній програмі взяло близько 30 вихованців студії, у тому числі і випускники, які завітали на ювілей своєї вокальної альма-матер, а сьогодні завдяки набутим там знанням продовжують навчання у вищих музичних закладах. Адже саме під керівництвом Тетяни Кульки учні отримують знання та навички володіння голосом у народному, сучасному естрадному, джазовому та класичному жанрах.
Тетяна Кулька була членом журі на Всеукраїнських фестивалях, зокрема таких, як «Кришталевий Трускавець» та «Мелодії Підкаменя».
Тетяна Кулька є автором багатьох пісень, які виконують її учні. В 2005 році вийшла збірка «Пісня дзвенить над краєм». І ось вже незабаром світ побачить альбом авторських пісень «Мелодії душі».
В 2011 році Тетяна Кулька отримала звання Заслуженої артистки естрадного мистецтва України, того ж року очолила Бродівське відділення ТС АДЕМУ.